# Ady Lajosné

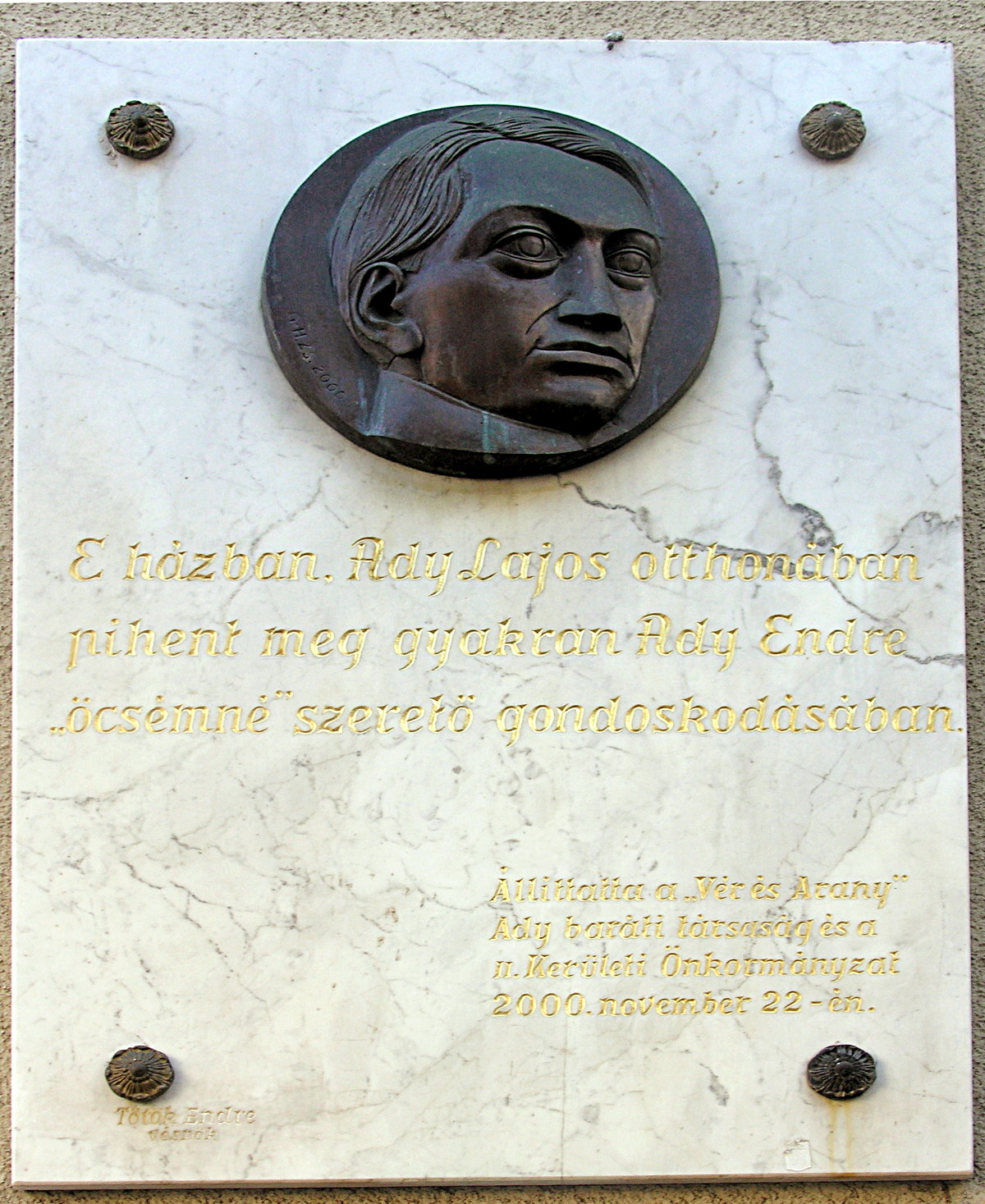
Ady Endre emléktáblája testvére egykori lakhelyén, a Lövőház utca 13. szám alatt

Diósadi Ady Lajosné, érszentkirályi Kaizler Anna (Érszentkirály, 1890. november 1. – Budapest, 1956. július 28.) tanítónő, tárca- és emlékiratíró.

## Élete
Jómódú köznemesi család gyermeke volt, amelynek őse érszentkirályi Kaizler Kristóf 1649. február 5-én már szerepelt mint zempléni földbirtokos. Szülei érszentkirályi Kaizler László (1854-1917), Szilágy vármegye törvényhatósági bizottságának tagja, az érszentkirályi református egyházközség főgondnoka, és szalárdi Jakó Ilona voltak. Anyai nagyszülei szalárdi Jakó György (1829-1907) és váradi Solymossy Katalin (1834-1906) voltak. Kaizler Anna 1910-ben kötött házasságot Ady Endre öccsével, Ady Lajossal. Házasságuk gyermektelen maradt. Az 1910-es években a Lövőház utca 13. szám alatt lakott, ahol Ady Endre látogatásait emléktábla örzi. Az 1930-as években több visszaemlékező cikket írt Ady Endréről. 1943-ban jelent meg egyetlen műve Az ismeretlen Ady című könyv, mely sok addig, ismeretlen adattal bővítette az Ady-irodalmat. A Magyar életrajzi lexikon szerint a könyvet Dénes Zsófia írta, Ady Lajosné nevével.
Az Áldás Utcai Általános Iskolában dolgozott tanítónőként. 1956-ban, tizenhat évnyi özvegység után hunyt el Budapesten.

## Fő műve
- Az ismeretlen Ady, Budapest, 1943.